# Сайлыг
Сайлыг (тув. Сайлыг) — село в Чеди-Хольском кожууне Республики Тыва. Административный центр и единственный населённый пункт сумона Сайлыг.

## География
Через село протекает р. Элегест.
Климат
Сайлыг, как и весь Чеди-Хольский кожуун, приравнен к районам Крайнего Севера.

## Население
| 2002  | 2010  | 2011  | 2012  | 2013  | 2014  | 2015  |
| ----- | ----- | ----- | ----- | ----- | ----- | ----- |
| 1187  | ↘1147 | ↘1145 | ↗1154 | ↗1166 | ↘1124 | ↗1134 |
| 2016  | 2017  | 2018  | 2019  | 2020  | 2021  |       |
| ↗1148 | ↗1174 | ↗1202 | ↗1239 | ↗1265 | ↗1307 |       |

Национальный состав
Согласно результатам переписи 2002 года, в национальной структуре населения тувинцы составляли 100 %

## Инфраструктура
образование
МУЧ Сайлыгская средняя школа (ул. Терешкова, 5)
детсад «Теремок»
сельское хозяйство
СХК «ТАЙГА» (выращивание зерновых и зернобобовых культур)
культура
МБУ Сельский дом культуры Сумона Сайлыг имени К. Х. Хойтпак-оол (ул. Терешкова, 3)
административная деятельность
Администрация села и сумона Сайлыг (ул. Терешкова, 2)

## Транспорт
Автодорога местного значения 93Н-05 Подъезд к с. Хову-Аксы.